# Benjamin Flanders
Pour les articles homonymes, voir Flanders.
Benjamin Franklin Flanders (26 janvier 1816 – 13 mars 1896) est un enseignant, homme politique et planteur de La Nouvelle-Orléans, en Louisiane. En 1867, il est nommé par le commandant militaire au poste de gouverneur de la Louisiane durant la période de Reconstruction, fonction qu'il occupe pendant sept mois. Il est le deuxième et, à ce jour, le dernier maire républicain de La Nouvelle-Orléans.

## Biographie

### Jeunesse et éducation
Benjamin Franklin Flanders naît à Bristol, dans le New Hampshire, le 26 janvier 1816. À l'âge de 26 ans, il obtient son diplôme du Dartmouth College, situé à Hanover, dans le même État.
En janvier 1843, il s'installe à La Nouvelle-Orléans où il étudie le droit sous la direction de Charles M. Emerson. L'année suivante, il abandonne ses études pour devenir enseignant et directeur d'école. En 1845, Flanders devient rédacteur en chef du New Orleans Tropic, un journal local. En 1847, il épouse Susan H. Sawyer à Bristol. Elle retourne avec lui à La Nouvelle-Orléans, où le couple a six enfants.

### Carrière politique
Flanders s'engage en politique et est élu conseiller municipal démocrate représentant le 3ᵉ district municipal de La Nouvelle-Orléans, un poste qu'il occupe de 1847 à 1852. En 1852, il est nommé secrétaire et trésorier du chemin de fer New Orleans, Opelousas and Great Western Railroad, fonction qu'il conserve jusqu'en 1862.
Opposé à la sécession, Flanders quitte La Nouvelle-Orléans en 1861 pour échapper à l'hostilité envers les unionistes, laissant sa famille derrière lui. Il se rend successivement à Cairo (Illinois), Columbus (Ohio) et finalement à New York. Il ne revient à La Nouvelle-Orléans qu’en avril 1862, après que la ville a été capturée par les troupes de l'Union. Le 20 juillet 1862, il est nommé trésorier de la ville par le gouvernement militaire et occupe ce poste jusqu'à son élection au Congrès le 3 décembre 1862.
Flanders est élu avec Michael Hahn comme représentant général de la Louisiane, occupant le siège laissé vacant après l'expiration du mandat de J. E. Bouligny en 1861. Cependant, ils ne siègent au Congrès que durant les quinze derniers jours de leur mandat, à partir du 17 février 1863.

### Service militaire et fonction publique
Le 13 juillet 1863, Flanders devient capitaine de la compagnie C du 5ᵉ régiment des volontaires de la Louisiane, une unité de l'Union. Il est honorablement démis de ses fonctions en août 1863 lorsqu'il est nommé agent spécial du département du Trésor des États-Unis pour la région sud par le secrétaire au Trésor, Salmon P. Chase. Il occupe ce poste jusqu'en 1866, supervisant notamment la vente de coton confisqué dans les plantations confédérées. Le Département du Trésor contrôlait la délivrance des licences pour les courtiers en coton, mais un marché noir s'est développé pour la vente du coton.
En 1864, Flanders se présente sans succès au poste de gouverneur, terminant troisième derrière Michael Hahn et Fellows. Il est nommé premier agent superviseur spécial du Bureau des affranchis pour le département du Golfe. Parallèlement, il contribue à la formation du Parti républicain local en Louisiane. Il crée l’organisation Friends of Universal Suffrage avec d’autres unionistes louisianais (souvent appelés "scalawags" par leurs adversaires), des hommes libres de couleur et des affranchis, dans le but de promouvoir le droit de vote des Noirs et d’abolir les Black Codes de Louisiane.

### Gouvernorat
En 1867, le général Philip Sheridan, commandant du 5ᵉ district militaire, destitue le gouverneur James Madison Wells pour son manque de réaction face aux émeutes raciales de La Nouvelle-Orléans en 1866 et son inaction concernant les droits des affranchis. Sheridan nomme Flanders gouverneur de la Louisiane. Cependant, le 1ᵉʳ janvier 1868, le général Winfield Scott Hancock, nouveau commandant militaire, démet de leurs fonctions tous les républicains radicaux. Flanders démissionne le 8 janvier et est remplacé par Joshua Baker, nommé par Hancock.
En 1867, Flanders nomme Monroe Baker maire de Saint-Martinville, en Louisiane. Ce dernier pourrait être le premier Afro-Américain à occuper un poste de maire aux États-Unis.

### Mairie de La Nouvelle-Orléans et carrière ultérieure
En 1870, le gouverneur Henry C. Warmoth nomme Flanders maire de La Nouvelle-Orléans. Il est ensuite élu pour un mandat complet de deux ans, qu'il accomplit jusqu'en 1872. L'année suivante, le président Ulysses S. Grant le nomme trésorier adjoint des États-Unis.
En 1888, Flanders se présente sans succès au poste de trésorier de l'État de Louisiane en tant que républicain, dans un contexte où les démocrates contrôlent la plupart des fonctions électives de l'État.

### Retraite et décès
Flanders se retire dans sa plantation Ben Alva dans la paroisse de Lafayette. Il y meurt le 13 mars 1896 et est inhumé au cimetière de Metairie à La Nouvelle-Orléans.

### Articles annexes
- Liste des représentants de Louisiane
- Liste des gouverneurs de Louisiane